# Општина Чиконтепек (Веракруз)
Чиконтепек (шп. Chicontepec) општина је у Мексику у савезној држави Веракруз. Општина се налази на надморској висини од 545 м.

## Становништво
Према подацима из 2010. у општини је живело 54982 становника.

### Хронологија
| Година       | 2000                  | 2005                  | 2010                  |
| ------------ | --------------------- | --------------------- | --------------------- |
| Становништво | 58735 (28728 / 30007) | 55373 (26874 / 28499) | 54982 (26729 / 28253) |

### Попис
| \| \| м \| \| \| ж \| \| 0—2 \| 1.124 \| \| \| 1.077 \| \| 3—5 \| 1.373 \| \| \| 1.301 \| \| 6—11 \| 3.188 \| \| \| 3.056 \| \| 12—14 \| 1.877 \| \| \| 1.913 \| \| 15—17 \| 2.064 \| \| \| 2.054 \| \| 18—24 \| 2.897 \| \| \| 2.953 \| \| 60+ \| 4.262 \| \| \| 4.631 \| \| Просек : \| 30,9 \| \| \| 32,0 \| |       |  |  |       |
| |       |  |  |       |
| | м     |  |  | ж     |
| 0—2 | 1.124 |  |  | 1.077 |
| 3—5 | 1.373 |  |  | 1.301 |
| 6—11 | 3.188 |  |  | 3.056 |
| 12—14 | 1.877 |  |  | 1.913 |
| 15—17 | 2.064 |  |  | 2.054 |
| 18—24 | 2.897 |  |  | 2.953 |
| 60+ | 4.262 |  |  | 4.631 |
| Просек : | 30,9  |  |  | 32,0  |

| #   | Индикатор                                                                                        | Вредност |
| --- | ------------------------------------------------------------------------------------------------ | -------- |
| 1   | Становништво од 0 до 2 године                                                                    | 2201     |
| 2   | Мушко становништво од 0 до 2 године                                                              | 1124     |
| 3   | Женско становништво од 0 до 2 године                                                             | 1077     |
| 4   | Становништво са 3 и више година                                                                  | 52702    |
| 5   | Мушко становништво са 3 и више година                                                            | 25565    |
| 6   | Женско становништво са 3 и више година                                                           | 27137    |
| 7   | Становништво са 5 и више година                                                                  | 50961    |
| 8   | Мушко становништво са 5 и више година                                                            | 24673    |
| 9   | Женско становништво са 5 и више година                                                           | 26288    |
| 10  | Становништво са 12 и више година                                                                 | 43784    |
| 11  | Мушко становништво са 12 и више година                                                           | 21004    |
| 12  | Женско становништво са 12 и више година                                                          | 22780    |
| 13  | Становништво са 15 и више година                                                                 | 39994    |
| 14  | Мушко становништво са 15 и више година                                                           | 19127    |
| 15  | Женско становништво са 15 и више година                                                          | 20867    |
| 16  | Становништво са 18 и више година                                                                 | 35876    |
| 17  | Мушко становништво са 18 и више година                                                           | 17063    |
| 18  | Женско становништво са 18 и више година                                                          | 18813    |
| 19  | Становништво од 3 до 5 година                                                                    | 2674     |
| 20  | Мушко становништво од 3 до 5 година                                                              | 1373     |
| 21  | Женско становништво од 3 до 5 година                                                             | 1301     |
| 22  | Становништво од 6 до 11 година                                                                   | 6244     |
| 23  | Мушко становништво од 6 до 11 година                                                             | 3188     |
| 24  | Женско становништво од 6 до 11 година                                                            | 3056     |
| 25  | Становништво од 8 до 14 година                                                                   | 8212     |
| 26  | Мушко становништво од 8 до 14 година                                                             | 4122     |
| 27  | Женско становништво од 8 до 14 година                                                            | 4090     |
| 28  | Становништво од 12 до 14 година                                                                  | 3790     |
| 29  | Мушко становништво од 12 до 14 година                                                            | 1877     |
| 30  | Женско становништво од 12 до 14 година                                                           | 1913     |
| 31  | Становништво од 15 до 17 година                                                                  | 4118     |
| 32  | Мушко становништво од 15 до 17 година                                                            | 2064     |
| 33  | Женско становништво од 15 до 17 година                                                           | 2054     |
| 34  | Становништво од 18 до 24 године                                                                  | 5850     |
| 35  | Мушко становништво од 18 до 24 године                                                            | 2897     |
| 36  | Женско становништво од 18 до 24 године                                                           | 2953     |
| 37  | Женско становништво од 15 до 49 година                                                           | 13151    |
| 38  | Становништво са 60 и више година                                                                 | 8893     |
| 39  | Мушко становништво са 60 и више година                                                           | 4262     |
| 40  | Женско становништво са 60 и више година                                                          | 4631     |
| 41  | Однос између мушкараца и жена                                                                    | 94.61    |
| 42  | Становништво од нуле до 14 година                                                                | 14909    |
| 43  | Становништво од 15 до 64 године                                                                  | 33574    |
| 44  | Становништво од 65 година и више                                                                 | 6420     |
| 45  | Просечан број деце                                                                               | 3.08     |
| 46  | Становништво рођено у ентитету                                                                   | 52491    |
| 47  | Мушко становништво рођено у ентитету                                                             | 25619    |
| 48  | Женско становништво рођено у ентитету                                                            | 26872    |
| 49  | Становништво рођено у другом ентитету                                                            | 2309     |
| 50  | Мушко становништво рођено у другом ентитету                                                      | 1023     |
| 51  | Женско становништво рођено у другом ентитету                                                     | 1286     |
| 52  | Становништво од 5 година и више резидентно у ентитету у јуну 2005. године                        | 49525    |
| 53  | Мушко становништво старосног доба од 5 година и више, резидентно у ентитету у јуну 2005. године  | 23923    |
| 54  | Женско становништво старосног доба од 5 и више година, резидентно у ентитету у јуну 2005. године | 25602    |
| 55  | Становништво од 5 година и више које је живело у другом ентитету у јуну 2005. године             | 1248     |
| 56  | Мушко становништво старије од 5 година које је живело у другом ентитету у јуну 2005. године      | 639      |
| 57  | Женско становништво старије од 5 година које је живело у другом ентитету у јуну 2005. године     | 609      |
| 58  | Становништво од 3 године и више које говори аутохтони језик                                      | 37001    |
| 59  | Мушко становништво старо 3 године и више које говори аутохтони језик                             | 17809    |
| 60  | Женско становништво старо 3 године и више које говори аутохтони језик                            | 19192    |
| 61  | Становништво од 3 године и више које говори аутохтони језик и не говори шпански језик            | 3051     |
| 62  | Мушко становништво старо 3 године и више које говори аутохтони језик и не говори шпански         | 732      |
| 63  | Женско становништво старо 3 године и више које говори аутохтони језик и не говори шпански језик  | 2319     |
| 64  | Становништво старо 3 године и више које говори аутохтони језик и шпански                         | 33708    |
| 65  | Мушко становништво старо 3 године и више које говори аутохтони језик и шпански                   | 16980    |
| 66  | Женско становништво старо 3 године и више које говори аутохтони језик и шпански                  | 16728    |
| 67  | Становништво од 5 година и више које говори аутохтони језик                                      | 36365    |
| 68  | Становништво од 5 година и више које говори аутохтони језик и не говори шпански језик            | 3023     |
| 69  | Становништво од 5 година и више које говори аутохтони језик и говори шпански језик               | 33106    |
| 70  | Становништво у домородачким домаћинствима                                                        | 48318    |
| 71  | Становништво са ограничењима у активностима                                                      | 1856     |
| 72  | Становништво са ограниченим ходањем или кретањем, горе или доле                                  | 709      |
| 73  | Становници са ограничењима вида, чак и уз кориштење сочива                                       | 645      |
| 74  | Становништво са ограничењима говора, комуникације или конверзације                               | 211      |
| 75  | Становништво са ограниченим слухом                                                               | 302      |
| 76  | Становништво са ограничењима при одевању, купању или јелу                                        | 98       |
| 77  | Становништво са ограничењима у опажању или учењу једноставних ствари                             | 70       |
| 78  | Становништво са менталним ограничењима                                                           | 291      |
| 79  | Становништво без ограничења активности                                                           | 52734    |
| 80  | Становништво од 3 до 5 година које не похађа школу                                               | 783      |
| 81  | Мушко становништво од 3 до 5 година које не похађа школу                                         | 418      |
| 82  | Женско становништво од 3 до 5 година које не похађа школу                                        | 365      |
| 83  | Становништво од 6 до 11 година које не похађа школу                                              | 75       |
| 84  | Мушко становништво од 6 до 11 година које не похађа школу                                        | 36       |
| 85  | Женско становништво од 6 до 11 година које не похађа школу                                       | 39       |
| 86  | Становништво од 12 до 14 година које не похађа школу                                             | 91       |
| 87  | Мушко становништво од 12 до 14 година које не похађа школу                                       | 48       |
| 88  | Женско становништво од 12 до 14 година које не похађа школу                                      | 43       |
| 89  | Становништво од 15 до 17 година похађа школу                                                     | 3614     |
| 90  | Мушко становништво од 15 до 17 година похађа школу                                               | 1806     |
| 91  | Женско становништво између 15 и 17 година живота у школи                                         | 1808     |
| 92  | Становништво од 18 до 24 године похађа школу                                                     | 2158     |
| 93  | Мушко становништво од 18 до 24 године похађа школу                                               | 1120     |
| 94  | Женско становништво од 18 до 24 године похађа школу                                              | 1038     |
| 95  | Становништво од 8 до 14 година које не може да чита и пише                                       | 314      |
| 96  | Мушко становништво старосног доба од 8 до 14 година које не може да чита и пише                  | 176      |
| 97  | Женско становништво старосног доби од 8 до 14 година које не може да чита и пише                 | 138      |
| 98  | Становништво од 15 година и више које је неписмено                                               | 6591     |
| 99  | Мушко становништво од 15 година и више које је неписмено                                         | 2082     |
| 100 | Женско становништво од 15 година и више које је неписмено                                        | 4509     |
| 101 | Становништво старо 15 и више година без школовања                                                | 4950     |
| 102 | Мушко становништво старо 15 и више година без школовања                                          | 1554     |
| 103 | Женско становништво старо 15 и више година без школовања                                         | 3396     |
| 104 | Становништво старосног доба 15 и више година са непотпуним основним образовањем                  | 9390     |
| 105 | Мушко становништво старосног доба од 15 година и више са непотпуном основним образовањем         | 4517     |
| 106 | Женско становништво старосног доба 15 и више година са непотпуном основним образовањем           | 4873     |
| 107 | Становништво старо 15 и више година са комплетним основним образовањем                           | 7763     |
| 108 | Мушко становништво старо 15 година и више са комплетним основним образовањем                     | 3707     |
| 109 | Женско становништво старо 15 и више година са комплетним основним образовањем                    | 4056     |
| 110 | Становништво старосног доба 15 и више година са непотпуним средњим образовањем                   | 1956     |
| 111 | Мушко становништво старосног доба од 15 година и више са непотпуним средњим образовањем          | 1057     |
| 112 | Женско становништво старосног доба од 15 година и више са непотпуним средњим образовањем         | 899      |
| 113 | Становништво старо 15 и више година са пуним секундарном образовањем                             | 6076     |
| 114 | Мушко становништво старосног доба од 15 година и више са пуним секундарном образовањем           | 3238     |
| 115 | Женско становништво старосног доба од 15 година и више са пуним секундарном образовањем          | 2838     |
| 116 | Становништво старије од 18 година са постосновним образовањем                                    | 8320     |
| 117 | Мушко становништво старије од 18 година са постосновним образовањем                              | 4353     |
| 118 | Женско становништво старије од 18 година са постосновним образовањем                             | 3967     |
| 119 | Просечна оцена школовања                                                                         | 6.71     |
| 120 | Просечан ниво образовања мушке популације                                                        | 7.16     |
| 121 | Просечан ниво образовања женског становништва                                                    | 6.29     |
| 122 | Економски активно становништво                                                                   | 17757    |
| 123 | Економски активна мушка популација                                                               | 15266    |
| 124 | Економски активна женска популација                                                              | 2491     |
| 125 | Становништво које није економски активно                                                         | 25738    |
| 126 | Мушко становништво које није економски активно                                                   | 5571     |
| 127 | Женско становништво које није економски активно                                                  | 20167    |
| 128 | Запослено становништво                                                                           | 17616    |
| 129 | Запослено мушко становништво                                                                     | 15161    |
| 130 | Запослено женско становништво                                                                    | 2455     |
| 131 | Незапослена популација                                                                           | 141      |
| 132 | Незапослена мушка популација                                                                     | 105      |
| 133 | Незапослена женска популација                                                                    | 36       |
| 134 | Становништво без права на здравствене услуге                                                     | 36458    |
| 135 | Становништво које има право на здравствене услуге                                                | 18344    |
| 136 | Становништво које има право на ИМСС                                                              | 3293     |
| 137 | Становништво које има право на социјално осигурање                                               | 2659     |
| 138 | Становништво које има право на државно социјално осигурање                                       | 409      |
| 139 | Становништво које има право на опште осигурање или здравствено осигурање за нову генерацију      | 11696    |
| 140 | Становништво које је било једном или није било у браку током 12 година и више                    | 14522    |
| 141 | Венчано или уједињено становништво од 12 година и више                                           | 25191    |
| 142 | Становништво које је било у браку или уједињено 12 година и више                                 | 4034     |
| 143 | Становништво са католичком религијом                                                             | 50139    |
| 144 | Протестанти, еванђелисти и библијски следбеници различити од еванђелиста                         | 3929     |
| 145 | Становништво са другим религијама различитим од претходних                                       | 3        |
| 146 | Становништво без религије                                                                        | 539      |
| 147 | Укупно пописаних домаћинства                                                                     | 13344    |
| 148 | Пописна домаћинства на челу са мушкарцима                                                        | 11262    |
| 149 | Пописна домаћинства на челу са женама                                                            | 2082     |
| 150 | Становништво у пописним домаћинствима                                                            | 54842    |
| 151 | Становништво у пописним домаћинствима на челу са мушкарцима                                      | 48558    |
| 152 | Становништво у пописним домаћинствима на челу са женама                                          | 6284     |
| 153 | Укупно домаћинстава                                                                              | 14945    |
| 154 | Укупно насељених домаћинстава                                                                    | 13367    |
| 155 | Укупно приватних кућа                                                                            | 14922    |
| 156 | Насељени приватни домови                                                                         | 13344    |
| 157 | Укупно насељених приватних кућа                                                                  | 13366    |
| 158 | Ненасељене приватне куће                                                                         | 692      |
| 159 | Појединачна домаћинства за привремену употребу                                                   | 886      |
| 160 | Становници у насељеним приватним кућама                                                          | 54842    |
| 161 | Насељеност станара у приватним становима                                                         | 4.11     |
| 162 | Просечно становника по соби у приватним насељеним домаћинствима                                  | 1.09     |
| 163 | Појединачна домаћинства са подовима од различитих материјала од земље                            | 8102     |
| 164 | Појединачна домаћинства у приземљу                                                               | 5198     |
| 165 | Појединачна домаћинства са једном спаваћом собом                                                 | 4566     |
| 166 | Појединачна домаћинства са две спаваће собе и више                                               | 8751     |
| 167 | Појединачна домаћинства са једним собом                                                          | 753      |
| 168 | Појединачна домаћинства са две собе                                                              | 2189     |
| 169 | Појединачна домаћинства са 3 собе и више                                                         | 10370    |
| 170 | Појединачна домаћинства која имају електрично светло                                             | 12712    |
| 171 | Појединачна домаћинства која немају електрично светло                                            | 606      |
| 172 | Појединачна домаћинства која имају водоводну воду у стамбеном простору                           | 8159     |
| 173 | Појединачна домаћинства која немају водоводну воду у стамбеном простору                          | 5139     |
| 174 | Појединачна домаћинства која имају тоалет                                                        | 13197    |
| 175 | Појединачна домаћинства која имају канализацију                                                  | 3086     |
| 176 | Појединачна домаћинства која немају канализацију                                                 | 10224    |
| 177 | Појединачна домаћинства која имају електрично светло, довод воде из јавне мреже и канализацију   | 2416     |
| 178 | Појединачна домаћинства без икаквих услова                                                       | 1380     |
| 179 | Појединачна домаћинства која имају радио                                                         | 9594     |
| 180 | Појединачна домаћинства која имају телевизор                                                     | 10372    |
| 181 | Појединачна домаћинства која имају фрижидер                                                      | 7755     |
| 182 | Појединачна домаћинства која имају машину за веш                                                 | 1414     |
| 183 | Појединачна домаћинства која имају аутомобил или комби                                           | 1637     |
| 184 | Појединачна домаћинства која имају рачунар                                                       | 812      |
| 185 | Појединачна домаћинства која имају фиксну телефонску линију                                      | 2025     |
| 186 | Појединачна домаћинства која имају мобилни телефон                                               | 2191     |
| 187 | Појединачна домаћинства која имају приступ интернету                                             | 396      |